# 미안해 청춘!
《미안해 청춘!》(일본어: ごめんね青春!)은 2014년 10월 12일부터 12월 21일까지 TBS 계열의 〈일요극장〉 시간대(매주 일요일 21:00 ~ 21:54, JST)에서 방송된 텔레비전 드라마이다. 주연은 니시키도 료.

## 개요
시즈오카현의 고등학교를 무대로 한 학원 코미디 드라마이다.

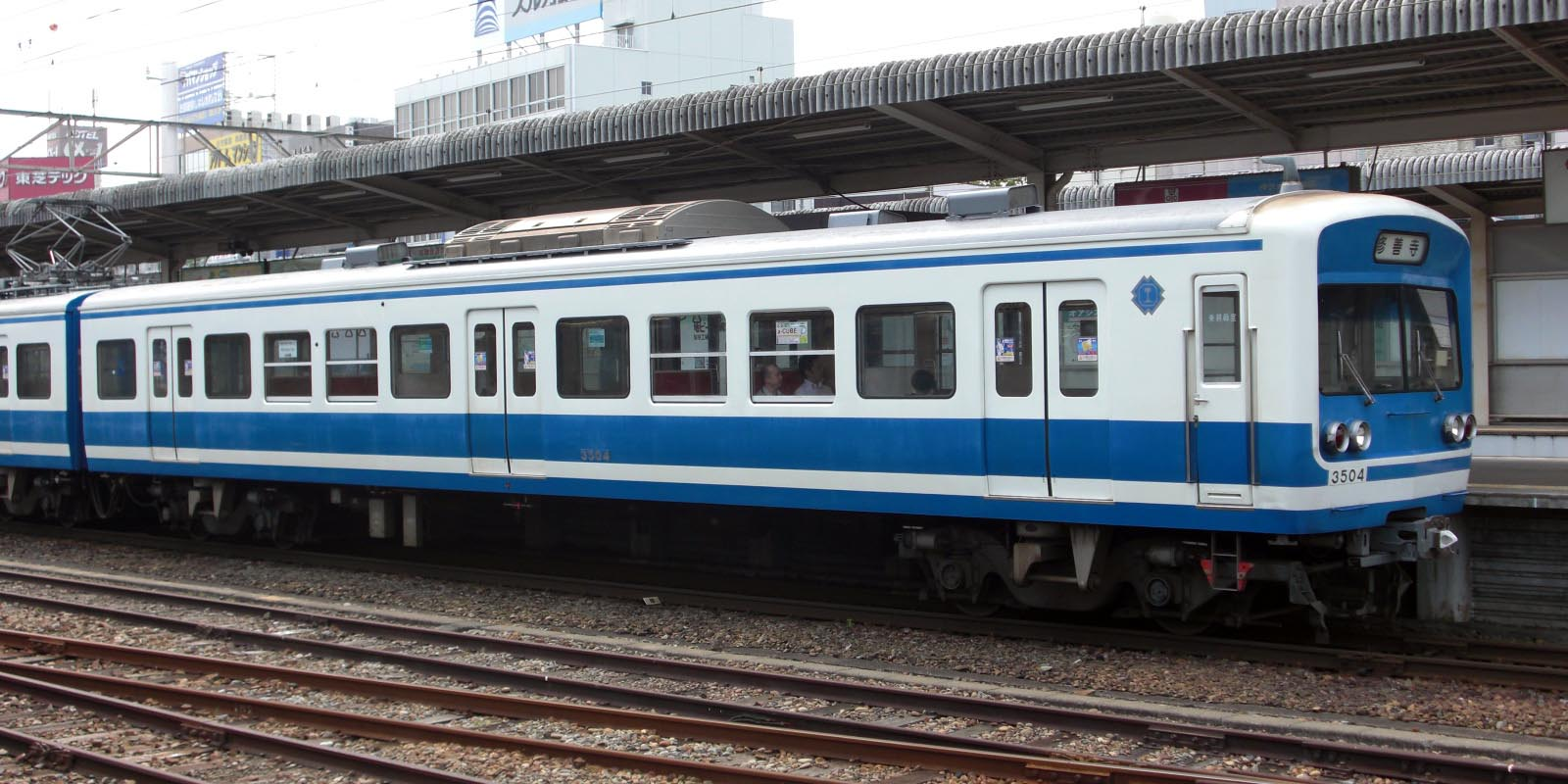
극 중에 등장하는 이즈하코네 철도 슨즈 선 쿠하 3504 차량
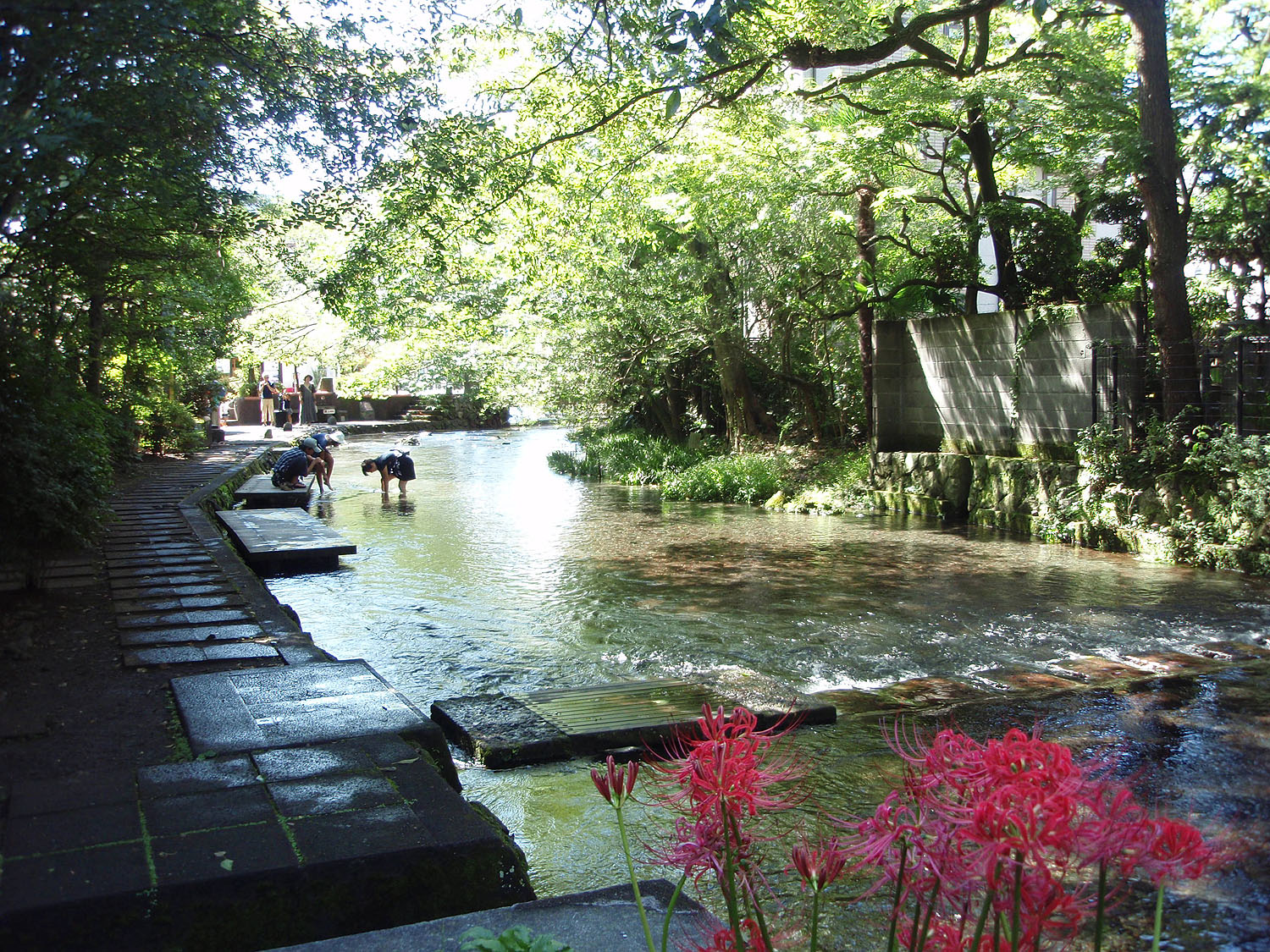
겐베에 강
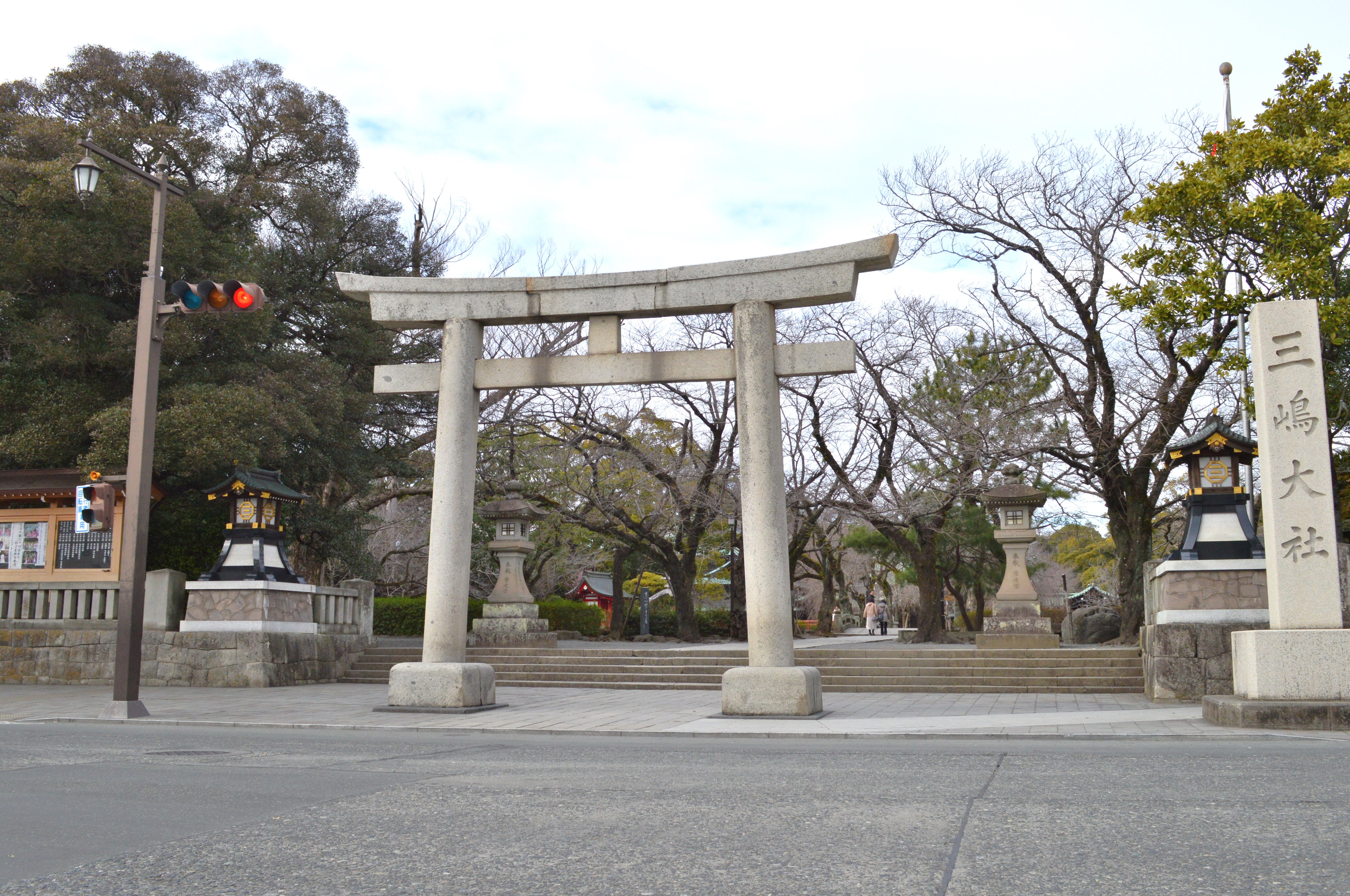
미시마 타이샤
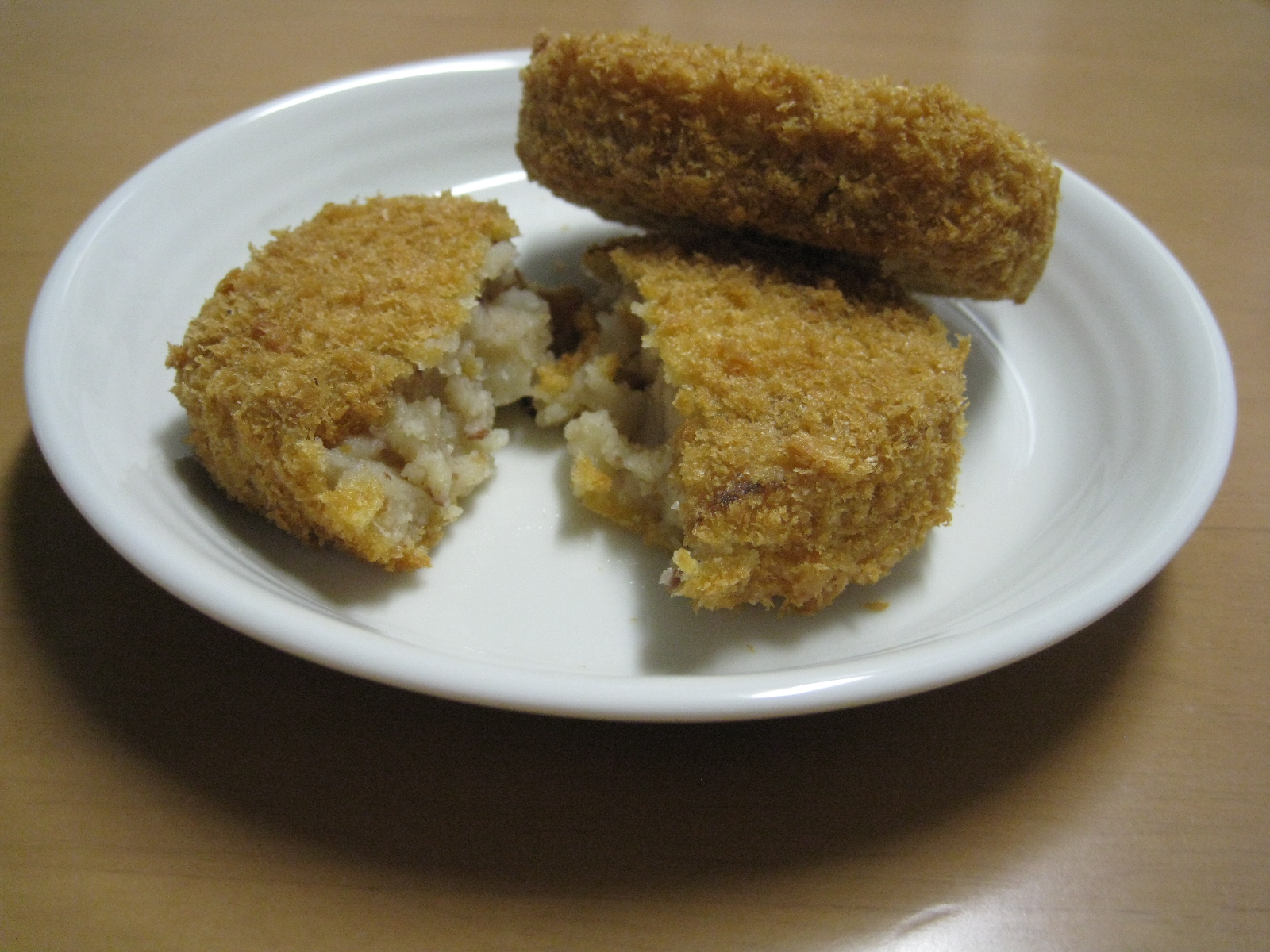
미시마 고로케

## 캐스트

### 주요 인물
하라 헤이스케 (31) - 니시키도 료
코마가타 대학 부속 미시마 고교 3학년 3반 담임→성 미시마 여학원 3학년 C반 (실험 클래스) 담임 및 생활 지도 담당. 담당 교과는 국어.
하치야 리사 (28) - 미츠시마 히카리 (중학생 리사:키무라 마나츠)
성 미시마 여학원 3학년 C반 담임→코마가타 대학 부속 미시마 고교 3학년 3반 (실험 클래스) 담임 및 생활 지도 담당. 담당 교과는 영어. 유코의 여동생.
츠타야 사토시 - 나가야마 켄토
헤이스케의 고교 시절 친구.
하치야 유코 - 하루
헤이스케의 첫사랑.

### 학생들

#### 성 미시마 여학원 3학년 C반 (실험 클래스)
★은 코마가타 대학 부속 미시마 고교에서 성 미시마 여학원으로 이동한 남자.
에비사와 유즈루 - 시게오카 다이키 (쟈니즈WEST) ★

야마다 버켄스탁 쿄코 - 트린들 레이나

진보 아이 - 카와에이 리나 (AKB48)

아키시마 츠카사 - 시라스 진 ★

나카이 타카코 - 쿠로시마 유이나
성 미시마 여학원 학생회장.
무라이 마모루 - 코세키 유타 ★

후루이 유타카 - 야모토 유마 ★

엔도 이즈미 - 토야마 에리코

외

#### 코마가타 대학 부속 미시마 고교 3학년 3반 (실험 클래스)
☆은 성 미시마 여학원에서 코마가타 대학 부속 미시마 고교로 이동한 여자.
오오키 류 - 류세이 료

아베 아마리 - 모리카와 아오이 ☆

한다 고 - 스즈키 타카유키
코마가타 대학 부속 미시마 고교 학생회장.
사쿠마 리에 - 히사마츠 이쿠미 ☆

나리타 준 - 후나사키 료

외

### 교직원들
산노미야 다이자부로 - 나마세 카츠히사
코마가타 대학 부속 미시마 고교 교장.
요시이 요시에 - 사이토 유키
성 미시마 여학원 교장.
고토쿠지 - 히다 야스히토
코마가타 대학 부속 미시마 고교 교감.
하마구치 - 시시도 미와코
성 미시마 여학원 교감.
무라이 신타로 - 츠다 칸지
코마가타 대학 부속 미시마 고교 이사장. 마모루의 아버지.
아와시마 마이 - 사카이 마키
코마가타 대학 부속 미시마 고교 양호 교사.
토미나가 - 토미자와 타케시
성 미시마 여학원 체육 교사.

### 영락사
하라 미유키 - 모리시타 아이코 (내레이션도 겸무)
헤이스케와 잇페이의 어머니.
하라 잇페이 - 에나리 카즈키
헤이스케의 형으로, 하라가(家)의 장남.
하라 에레나 - 나카무라 시즈카
잇페이의 아내.
하라 헤이타 - 카자마 모리오
헤이스케와 잇페이의 아버지.

### 그 외
하치야 요시토 - 히라타 미츠루
리사와 유코의 아버지.
걸즈 바 마마 - 우에키 낫토

## 스태프
- 각본 - 쿠도 칸쿠로
- 음악 - 마시마 마사토시 (더 크로마뇽즈), 하케타 타케후미
- 연출 - 야마무로 다이스케, 카네코 후미노리, 후쿠다 료스케
- 주제가 - 칸쟈니∞ 〈말했잖아〉 (INFINITY RECORDS)
- 프로듀서 - 이소야마 아키
- 제작 저작 - TBS

## 방송 일자
| 각 화                                                      | 방송일           | 부제 프로그램표 | 연출              | 시청률 |
| ---------------------------------------------------------- | ---------------- | --- | ----------------- | ------ |
| 제1화                                                      | 2014년 10월 12일 | 부끄러움과 후회와 첫사랑의 기억 쿠도 칸쿠로 최신작! 청춘만큼 즐거운 수업은 없었다! 부끄러움과 후회와 첫사랑의 기억 | 야마무로 다이스케 | 10.1%  |
| 제2화                                                      | 10월 19일        | 너밖에 안 보여! | 야마무로 다이스케 | 7.7%   |
| 제3화                                                      | 10월 26일        | 운명의 학력 테스트! 수험생 필견!                                                                                   | 후쿠다 료스케     | 6.7%   |
| 제4화                                                      | 11월 2일         | 사랑의 폭풍우! 따라가자!                                                                                           | 카네코 후미노리   | 6.7%   |
| 제5화                                                      | 11월 9일         | 동료를 위해 학교를 위해 프라이드를 걸고 달려라! 운명의 역전 스타트!                                                | 야마무로 다이스케 | 7.4%   |
| 제6화                                                      | 11월 16일        | 히어로는 최후에 찾아온다!                                                                                          | 후쿠다 료스케     | 8.2%   |
| 제7화                                                      | 11월 23일        | 미시마의 하늘에 울려 퍼져라! 그녀의 선물                                                                           | 야마무로 다이스케 | 5.7%   |
| 제8화                                                      | 11월 30일        | 아들이 여자? 합병 해소! 드디어 고백!                                                                               | 카네코 후미노리   | 8.8%   |
| 제9화                                                      | 12월 7일         | 오늘 소중한 사람에게 미안해라고 이별을 고합니다                                                                    | 후쿠다 료스케     | 8.8%   |
| 최종화                                                     | 12월 21일        | 잊지 않아! 청춘만큼 즐거운 수업은 없었다!                                                                          | 야마무로 다이스케 | 5.8%   |
| 평균 시청률 7.7% (시청률은 칸토 지구·비디오 리서치사 조사) |                  | |                   |        |

- 첫회는 15분 확대.
- 제3화는 25분 지연.

## 관련 상품
홈 미디어
미안해 청춘! / Blu-ray BOX
본편 5매+특전 1매로, 총 6매 세트. 2015년 6월 3일 발매, 발행원: TBS, 판매원: TC 엔터테인먼트.
미안해 청춘! / DVD-BOX
위와 동일.

시나리오집
- 쿠도 칸쿠로 《일요극장 〈미안해 청춘!〉 쿠도 칸쿠로 시나리오집》 2014년 12월 21일 발매 (KADOKAWA) ISBN 978-4-04-731698-0
  - 전편 (제1 ~ 5화, 12월 7일 발매), 후편 (제6 ~ 10화, 12월 발매)으로 나눈 전자 서적도 발매된다.

사운드트랙
- 마시마 마사토시, 하케타 타케후미 《TBS 계열 일요극장 〈미안해 청춘!〉 오리지널 사운드트랙》 2014년 12월 3일 발매 (Anchor Records) UZCL-2063